# Banque Cantonale de Genève
Die Banque Cantonale de Genève (BCGE; deutsch Genfer Kantonalbank) ist eine Aktiengesellschaft des öffentlichen Rechts in der Schweiz und aus der Fusion zwischen der Caisse d’Épargne de la République et Canton de Genève (gegründet 1816) und der Banque Hypothécaire du Canton de Genève (gegründet 1847) hervorgegangen. Sie ist eine der 24 Kantonalbanken.
Das Kapital in Höhe von 72,6 % wird von den Genfer Gebietskörperschaften (44,3 % durch den Kanton Genf, 20,9 % durch die Stadt Genf und 7,4 % durch die Genfer Gemeinden) gehalten. Das restliche Kapital (27,4 %) wird an der Börse SIX Swiss Exchange gehandelt, an der die Bank notiert ist.
Die BCGE-Gruppe arbeitet nach dem Modell einer Universalbank: Zu den Kunden zählen Privatpersonen und Unternehmen. Zum Tätigkeitsbereich der Bank gehören insbesondere tägliche Bankdienstleistungen, Hypothekenfinanzierung (Immobiliendarlehen), Finanzierung von Unternehmen und Gebietskörperschaften, Asset Management, Vorsorgeplanung, Private Banking und Handelsfinanzierung von Rohstoffen.
Die Gruppe verfügt über Niederlassungen in der Schweiz (Lausanne, Zürich, Basel) und in Frankreich (Lyon, Annecy, Paris) sowie über zwei Vertretungsbüros in Dubai und Hongkong.

## Geschichte

### Ursprung
Die Banque Cantonale de Genève (BCGE) ist aus der Fusion zwischen zwei Unternehmen, der „Caisse d'Épargne de la République et Canton de Genève“ und der „Banque Hypothécaire du Canton de Genève“ hervorgegangen, die im 19. Jahrhundert gegründet wurden, was sie zur ältesten Kantonalbank macht.
Im Jahr 1816 gründete der Kanton Genf die Caisse d'Épargne de Genève auf Vorschlag von Jean Auguste Pyrame de Candolle und Richard Tronchin, wobei Letzterer an der Gründung des Unternehmens mit einem Garantiekapital beteiligt war. Die Bank ersetzte die bisherige Caisse d'Épargne et de Dépôt, die im Jahr 1789 in der Stadt gegründet worden war. Ziel der Bank war es, die Aktivitäten der kleinen und mittelständischen Unternehmen in der Region Genf zu finanzieren und gleichzeitig die Bevölkerung, insbesondere auch die Arbeiter, dazu zu ermutigen, Geld anzulegen. Die Bank war satzungsgemäß eine Stiftung des öffentlichen Rechts. Bei ihrer Gründung im Jahr 1816 befanden sich die Räumlichkeiten daher im Rathaus der Stadt Genf. Später war die Bank unter der Anschrift 113, Rue des Chanoines (später 10, Rue Calvin) und ab 1839 an der 12, Rue de la Corraterie zu finden. Im Laufe seiner Entwicklung baute das Unternehmen im Jahr 1879 erst ein neues Gebäude an der Kreuzung von Boulevard du Théâtre und Rue Petitot und im Jahr 1913 ein zweites Gebäude an der 4, Rue de la Corraterie. Die Anzahl der Anleger stieg von 12.935 im Jahr 1859 auf 89.828 im Jahr 1910, wobei 1913 die Mehrheit der Genfer ein Sparbuch bei der Caisse d'Épargne besass. Die Einlagen der Kunden lagen 1968 bei 750 Millionen Schweizer Franken. 1987 wurde die Caisse d‘Épargne in „CEG-Caisse d‘Épargne“ und drei Jahre später in „CEG Genève“ umbenannt. Letztere eröffnete 1993 eine erste Niederlassung in Frankreich mit Hauptsitz in Lyon und einem weiteren Büro in Annecy. 1993 beschäftigte die Bank 530 Mitarbeiter im gesamten Kanton Genf.

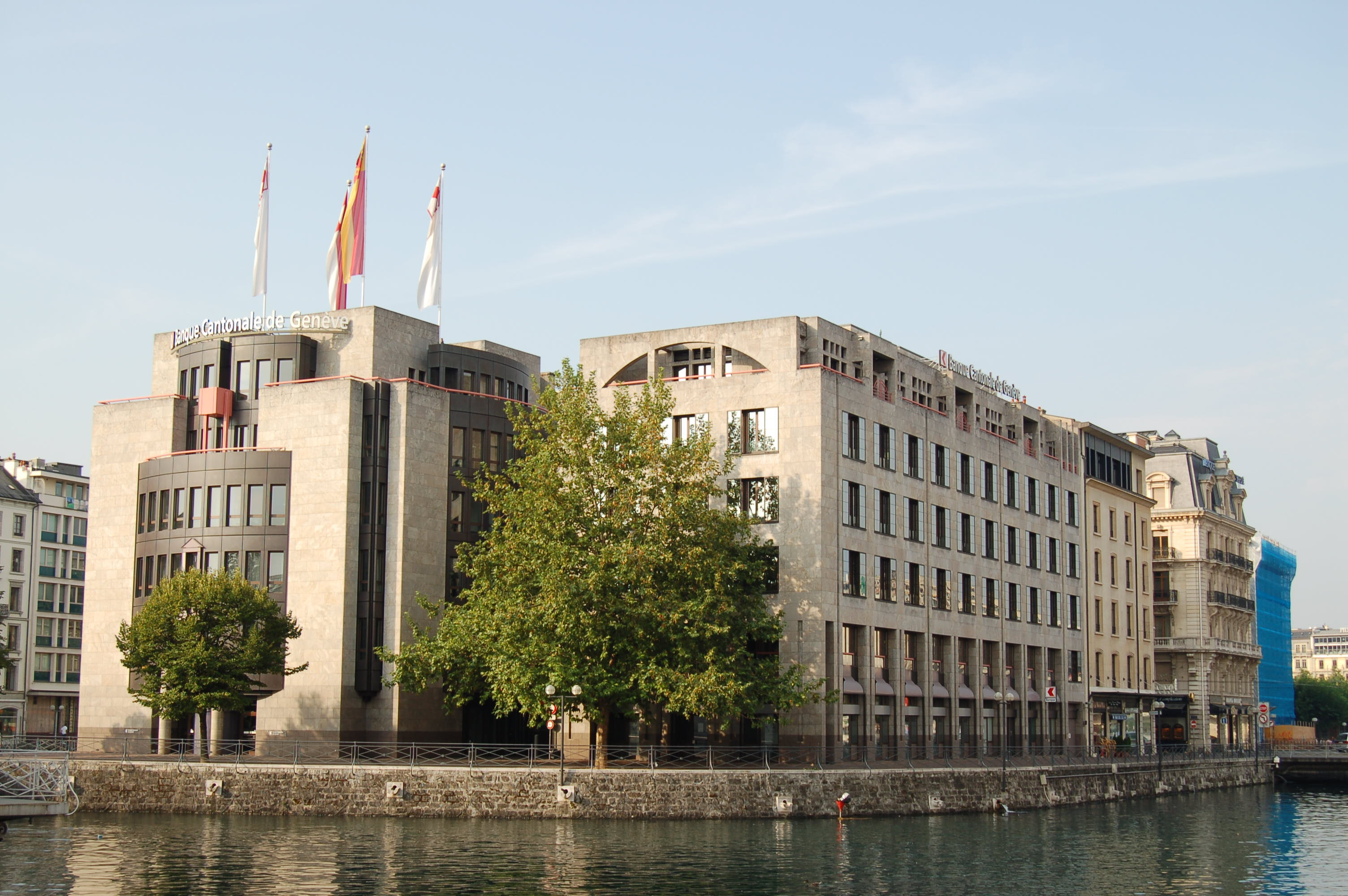
Der heutige Hauptsitz der BCGE am Quai de l'Île wurde 1991 durch die Banque Hypothécaire du Canton de Genève eröffnet. Bis Mitte des 19. Jahrhunderts standen noch Mühlen an diesem Standort.

Die Caisse Hypothécaire wurde 1847 durch James Fazy gegründet. Die Kunden dieser Bank waren ursprünglich hauptsächlich Landwirte. Satzungsgemäss handelte es sich bei der Bank um eine Körperschaft des öffentlichen Rechts: Die Gemeinden besassen zwar das Kapital der Bank, aber die Bank verfügte über keinerlei staatliche Sicherheiten. Der erste Standort lag an der Rue de la Pelisserie. 1849, zwei Jahre später, zog die Bank um und liess sich am Place du Molard nieder. 1976 wurde die Bank in „Banque Hypothécaire du Canton de Genève“, abgekürzt BHCG oder einfach BCG, umbenannt. Ab 1987 öffnete das Institut sein Kapital für die breite Öffentlichkeit durch die Ausgabe von Inhaberpapieren, wobei jedoch bis zur Gegenwart die Mehrheit des Kapitals in Form von Namensaktien weiterhin von Kanton und Stadt Genf und den GenferGemeinden gehalten wird. Zwischen 1987 und 1990 errichtete die Bank einen neuen Hauptsitz am Quai de l'Île 17, der 1991 eröffnet wurde. Das Gebäude wurde ab 1994 zum Hauptsitz der neuen Banque Cantonale de Genève.
Die Fusion zwischen den beiden Unternehmen wurde im Laufe des 20. Jahrhunderts mehrfach in Betracht gezogen. Mehrere Projekte wurden von sozialistischen Abgeordneten geplant, aber letzten Endes nicht umgesetzt: von Jules Roux in den 1930er Jahren und später von Alex Burtin in den 1960er Jahren. Das Projekt nahm Anfang der 1990er Jahre Gestalt an in einer Zeit des verstärkten Wettbewerbs und der Krise des Schweizer Immobilienmarkts, als sich die örtlichen Bankinstitute mit größeren Verlusten konfrontiert sahen und aufgrund dessen versuchten, ihre Kosten untereinander aufzuteilen. Im Jahr 1992 verabschiedete der Große Rat des Kantons Genf einen Grundsatzbeschluss zugunsten einer Fusion der beiden Unternehmen, die schließlich 1993 durch eine Abstimmung der Bürger der Stadt gebilligt wurde. Die Gründung der Banque Cantonale de Genève erfolgte am 1. Januar 1994. Das Aktionariat der BCGE setzt sich (Stand: Februar 2023) zusammen aus dem Kanton Genf (44,3 %), der Stadt Genf (20,9 %), den Genfer Gemeinden (7,4 %) und übrigen Investoren (27,4 %).

### Umstrukturierung
Ende der 1990er Jahre hat die Bank mit finanziellen Schwierigkeiten zu kämpfen, insbesondere aufgrund einer hohen Anzahl an Darlehen, die von den Kunden nicht zurückgezahlt werden. 68 % dieser Darlehen stammen von der ehemaligen CEG Genève, 29 % von der früheren Banque Hypothécaire und 3 % sind neue Darlehen, die von der BCGE seit ihrer Gründung gewährt wurden. Im Jahr 2000 muss die Bank gerettet und vom Kanton Genf über den Fonds einer Ad-hoc-Stiftung („Auffangstiftung“) rekapitalisiert werden, die Kredite in Höhe von fünf Milliarden Schweizer Franken übernimmt. Dominique Ducret, Präsident, und Marc Fues, Generaldirektor, kündigen.
Zur gleichen Zeit werden Vorwürfe wegen unsachgemäßen Managements gegen die Bank gerichtet. Im Oktober 1999 erklärt Bernard Monnot, ehemaliger Direktor der Niederlassung der Bank in Lyon, dass 573 Millionen Französische Francs, die zwischen 1996 und 1998 bei der Bank eingezahlt wurden, für Geldwäscheaktivitäten innerhalb der Bank verwendet wurden. Nach diesen Äußerungen erstatten fünf Aktionäre im Jahr 2000 Anzeige gegen die Bank. Die Ermittlungen erregen viel Aufmerksamkeit seitens der Presse, da der sozialistische Abgeordnete Arnaud Montebourg, Berichterstatter der französischen parlamentarischen Mission in dieser Angelegenheit, Jean-Claude Trichet, Gouverneur der Banque de France, der Mittäterschaft beschuldigt, da es dieser abgelehnt hatte, die vermutlichen Machenschaften der Bank anzuzeigen. Die BCGE und die Banque de France weisen die Vorwürfe gegen die Bank zurück. Das Verfahren wird schließlich eingestellt: Aufgrund fehlender Beweise erachtet der Genfer Generalstaatsanwalt, Bernard Bertossa, den Antrag für unbegründet und stellt das Ermittlungsverfahren am 14. November 2001 ohne weitere Maßnahmen ein.
Im März 2001 machen der Kanton Genf und die BCGE dennoch Zivilansprüche gegen die ehemalige Geschäftsführung geltend, die beschuldigt wird, vorsätzlich gefälschte Dokumente über die finanzielle Situation der Bank ausgestellt zu haben. Aus demselben Grund leitet der Kanton Genf im Februar 2003 eine Zivilklage gegen das Wirtschaftsprüfungsunternehmen Ernst & Young ein, das die Konten genehmigt hatte. Die Ermittlungen werden über mehrere Jahre bis 2007 geführt, wobei 280 Anhörungen durchgeführt und 3.700 Protokollseiten verfasst werden. 2009 wird eine Beweisaufnahme angeordnet und ein Prozess gegen Dominique Ducret, ehemaliger Präsident der Bank, Marc Fues, ehemaliger Direktor, René Curti, dessen Stellvertreter, sowie zwei Revisoren von Ernst & Young geführt. Sie werden wegen Urkundenfälschung und ungetreuer Geschäftsbesorgung mit einer geschätzten Schadensumme von 2,3 Milliarden Franken angeklagt. Gemäß der Anklageschrift sollen die Angeklagten 1996 festgestellt haben, dass die finanzielle und buchhalterische Situation der BCGE teilweise wegen mit Ausfallrisiken behafteten Schuldnern gefährdet war, und diese Situation dem Verwaltungsrat vorenthalten haben, wobei zwischen 1996 und 1998 gefälschte Jahresergebnisse veröffentlicht wurden. Statt Rückstellungen zu bilden, hat die Bank weiter Dividenden an die Aktionäre ausgeschüttet, den Managern Boni gewährt und es unterlassen, die Eidgenössische Bankenkommission darüber zu informieren. Nach Aussage des Generalstaatsanwalts, Daniel Zappelli, sollen die drei Manager der BCGE die katastrophale Situation der Bank geheim gehalten haben, um weiter von Position, Gehalt und Boni zu profitieren. Das Urteil in dieser Angelegenheit wird am 22. Juli 2011 durch das Strafgericht verkündet: Marc Fues und René Curti werden der Urkundenfälschung für schuldig befunden und von den anderen Anklagepunkten freigesprochen. Diese Entscheidung wird im Wesentlichen vom Bundesgericht bestätigt. Dominique Ducret wird von allen Anklagepunkten freigesprochen und erhält eine finanzielle Entschädigung.
2017 erarbeitet die Partei Ensemble à Gauche einen Gesetzesentwurf (PL 12238) zur Rückerstattung der im Jahr 2000 zur Rettung der Bank aufgewendeten Gelder in Höhe von 3,2 Milliarden Franken durch die Banque Cantonale de Genève. Der Gesetzesentwurf löst zahlreiche Debatten zwischen Befürwortern und Gegnern aus. Ensemble à Gauche organisiert 2018 eine Verfassungsinitiative zur Verabschiedung dieses Gesetzes. Der Entwurf wird allerdings vom Staatsrat und der Verfassungskammer des Genfer Kantonsgerichts verworfen. Diese Entscheidung wird im Jahr 2020 vom Bundesgericht bestätigt, mit der Begründung, dass dies zu einer Überschuldung der Bank und somit zu deren Insolvenz führen würde.

### Weiterentwicklung
In den Jahren nach der Rettung wird die Rentabilität der Bank wiederhergestellt. Im Jahr 2013 beteiligen sich die Manager der Bank am US-Steuerprogramm, um das amerikanische Justizdepartement dabei zu unterstützen, gegen Steuer- und Bankbetrug vorzugehen. Das Bankinstitut wird in Kategorie 2 eingestuft, das heißt, es handelt sich um eine Bank, die sich gegenüber der US-amerikanischen Justiz nicht strafbar gemacht hat, aber über einen amerikanischen Kundenstamm verfügt, der gegen das amerikanische Steuerrecht verstoßen haben könnte.
2016 feiert die BCGE ihr zweihundertjähriges Bestehen und organisiert das ganze Jahr über eine Veranstaltung pro Monat, hauptsächlich zu den Themen Kultur und Wirtschaftsgeschichte in Genf. Die BCGE arbeitet dabei u. a. mit Handicap International zusammen, um den Broken Chair auf dem Place des Nations im Norden der Stadt zu renovieren.
2017 modernisiert die Bank ihre Kapitalstruktur: Die drei Aktiengattungen der Bank (Inhaberaktie, Namensaktie A und B) werden durch eine einzige Gattung von Namensaktien ersetzt. Das Kapital der Bank beläuft sich im Februar 2017 auf 7,2 Millionen Namensaktien im Wert von 50 Franken. Für die Gebietskörperschaften unter den Aktionären der Bank ist diese Änderung ohne Belang, sie ermöglicht jedoch eine höhere Transparenz in Bezug auf den privaten Aktienbesitz und vereinfacht den Handel mit frei handelbaren Aktien (Free Float) an der Börse.

## Rechtsform und Governance
Die Banque Cantonale de Genève ist eine Aktiengesellschaft des öffentlichen Rechts, die der Schweizer Bankgesetzgebung unterliegt. Das Kapital in Höhe von 72,6 % wird von den Genfer Gebietskörperschaften gehalten: 44,3 % durch den Kanton Genf, 20,9 % durch die Stadt Genf und 7,4 % durch die Genfer Gemeinden. Sie besitzt den Status einer Kantonalbank im Sinne von Artikel 3a des Bundesgesetzes über die Banken und Sparkassen vom 8. November 1934. Als solche ist sie Mitglied im Verband Schweizerischer Kantonalbanken, einem Netzwerk der in der Schweiz tätigen 24 Kantonalbanken. Seit dem 1. Januar 2017 sind die Verbindlichkeiten der BCGE nicht mehr durch den Kanton Genf gesichert.
Seit 2005 wird die Bank von einem Verwaltungsrat mit 11 Mitgliedern verwaltet. Seine Zusammensetzung ist gesetzlich festgelegt.
Im Hinblick auf die gesellschaftliche Unternehmensverantwortung (CSR, Corporate Social Responsibility) wird die BCGE 2017 vom „Cercle Suisse des Administratrices“ mit dem Preis für ein ausgeglichenes Geschlechterverhältnis im Verwaltungsrat ausgezeichnet. In diesem Sinne führt die Bank auch alle zwei Jahre eine Anpassung der Gehälter durch, um für Lohngleichheit zwischen Frauen und Männern zu sorgen.

## Tätigkeiten

### Aufbau
Die Bank hat die Aufgabe, „zur Entwicklung Genfs und der gesamten Region beizutragen“. Gleichzeitig können dank der Diversifizierung der Tätigkeitsbereiche eine internationale Kundschaft angesprochen und als Universalbank unterschiedliche Aktivitäten ausgeübt werden.
Aus organisatorischer Sicht sind die Unternehmenstätigkeiten in acht Geschäftsbereiche aufgeteilt: Geschäftsführung, Finanzen, Operations, Genf, Unternehmen, International, Asset Management sowie Legal und Compliance. Die Verarbeitung der Transaktionen auf den Finanzmärkten erfolgt über einen Handelsraum.

### Tätigkeitsbereiche
Die Haupttätigkeit der Bank ist das Tagesgeschäft (Verwaltung der Einlagen und Gewährung von Darlehen) und richtet sich an private Kunden und Unternehmen. Ende 2021 beliefen sich die Bankeinlagen der Kunden auf 18 Milliarden Franken, wobei die ausstehenden Hypothekendarlehen (Immobiliendarlehen) 12 Milliarden Franken betrugen. 2021 erzielte die Bank über die Darlehensvergabe Einnahmen in Höhe von 227 Millionen Franken, ungefähr die Hälfte des Jahresumsatzes der Bank (439 Millionen Franken).
Der zweite Aktivitätsbereich der Bank betrifft das Asset Management. Das verwaltete Vermögen belief sich Ende 2021 auf 34 Milliarden Franken. Diese Aktivität deckt die Investition der Vermögenswerte der Kunden sowie die Vorsorgeplanung (kapitalgedecktes Rentensystem) ab, womit 2021 ein Umsatz von 136 Millionen Franken (in Form von Verwaltungskosten) erzielt wurde. Die Banque Cantonale de Genève verwaltet insbesondere eine Palette von Anlagefonds mit der Bezeichnung „Synchrony“, die hauptsächlich an den Finanzmärkten (Aktien, Obligationen) oder in Immobilienanlagen investiert sind. Die Bank bietet ihren Kunden ebenfalls Verwaltungsmandate im Rahmen ihrer Private-Banking-Aktivitäten sowie Anlagen in Form von privatem Beteiligungskapital (Private Equity) an. Im Hinblick auf die Vorsorgeplanung verwaltet die Bank die Vermögenswerte der Kunden über zwei Einrichtungen: die Freizügigkeitsstiftung „Fondation libre passage“ und die Vorsorgestiftung „Fondation épargne 3“.
Zusätzlich zu diesen Tätigkeitsbereichen bietet die BCGE ihren Privatkunden ebenfalls Dienstleistungen im Bereich Vermögensberatung an, insbesondere im Rahmen ihrer Privat-Banking-Aktivitäten.
Die Dienstleistungen für Unternehmen und Unternehmer der Bank umfassen neben Finanzierungsgeschäften und Darlehen auch Beratungsleistungen in den Bereichen Financial Engineering, Unternehmenserwerb und -übertragung sowie, insbesondere in Frankreich, Finanzierungslösungen für Gewerbeimmobilien. Die Bank verfügt ebenfalls über eine „Trade Finance“-Einheit für die Handelsfinanzierung von Rohstoffen (Schwerpunkt „Global Commodity Finance“).

## Standorte und Filialen

### Filialen und Niederlassungen
Der Hauptsitz der Bank befindet sich in Genf. Das Netzwerk der Bank umfasst 21 Filialen im Kanton Genf. Das Unternehmen unterhält in der Schweiz zudem drei Niederlassungen in Lausanne (seit 1997), Zürich (seit 1997) und Basel (seit 2019).
In Frankreich ist die Bank über ihre Filiale „Banque Cantonale de Genève (France) SA“ mit Hauptsitz in Lyon seit 1993 tätig. Das Unternehmen verfügt ebenfalls über Niederlassungen in Annecy und Paris, wobei Letztere im Jahr 2010 eröffnet wurde.
Neben der Schweiz und Frankreich besitzt die Bank noch zwei Vertretungsbüros in Dubai (seit 2010) und Hongkong (auch seit 2010). In Hongkong bildet die BCGE eine Ausnahme in der Schweizer Bankenlandschaft, da sie seit 2015 die Eröffnung von Girokonten in Renminbi ermöglicht.

### Tochtergesellschaften
Zusätzlich zu den eigentlichen Bankdienstleistungen hat die BCGE-Gruppe auch spezialisierte Tochtergesellschaften gegründet bzw. erworben, um ihre Dienstleistungen im Finanzbereich zu diversifizieren:
- Capital Transmission SA wurde 2008 in Genf gegründet und wird zu 100 % von der BCGE gehalten.[61] Capital Transmission ist eine Private-Equity-Gesellschaft, die es sich zum Ziel gesetzt hat, Unternehmen über zusätzliches Eigenkapital oder Quasi-Eigenkapital zu finanzieren.[61]
- Dimension SA wurde 2015 zu 100 % erworben.[53] Diese 1994 in Lausanne gegründete Firma ist auf Mergers & Acquisitions spezialisiert und beschäftigt sich mit Übertragung und Erwerb von Unternehmen (Beratung, Analyse des Wertsteigerungspotenzials, Durchführung von Transaktionen).[53]
- Loyal Finance AG wurde 2019 erworben.[62] Loyal Finance ist eine Verwaltungsgesellschaft, die 1991 mit Hauptsitz in Zürich gegründet wurde und sich auf Investitionen im Obligationenmarkt spezialisiert hat.[62]